# Víctor Català
Caterina Albert i Paradís, meglio conosciuta con lo pseudonimo di Víctor Català (L'Escala, 11 settembre 1869 – 27 gennaio 1966), è stata una scrittrice spagnola autrice del romanzo Solitud (1905), una delle opere letterarie più importanti del movimento culturale modernista catalano.
Il primo importante riconoscimento della sua capacità letteraria le arrivò con il premio che, nel 1898, vinse al concorso letterario dei Giochi floreali.

## Primi anni, il Modernismo
La sua carriera letteraria inizió molto presto, con la collaborazione alla rivista satirica catalana Almanach de l'Esquella de la Torratxa, dove pubblico i suoi primi testi, delle poesie d'amore, sotto lo pseudonimo di Virgili d'Alacseal.
Nel 1898 si presentò al concorso letterario dei Jocs Florals [del paese catalano] di Olot con il poemaLo llibre nou (in italiano "Il libro nuovo") e il monologo La infanticida (in italiano "L'infanticida"). Anche se entrambe le opere furono premiate, la giuria si scandalizzò per il fatto che il monologo fosse opera di una donna, ragion per cui, a partire da quel momento, l'autrice inizió a nascondersi sotto lo pseudonimo di Víctor Català, con il quale firmò il resto delle sue opere.

## Seconda tappa (a partire dal 1907 e fino alla guerra civile spagnola
Dopo Caires vius (1907), Víctor Català iniziò il suo primo periodo di silenzio letterario, che durò fino al 1918, anno in cui iniziò a pubblicare per la rivista Catalana ciò che si sarebbe poi convertito nel romanzo Un film (3.000 metres) (1926). 
Durante la sua carriera letteraria, fu legata ai Jocs Florals di Barcellona, della quale fu presidente nel 1917. Fu anche membro dell'Acadèmia de la Llengua Catalana (1915) e dell'Acadèmia de Bones Lletres di Barcellona (1923). 
Con lo scoppio della guerra civile spagnola, inizia un altro periodo di silenzio letterario.

## Dopoguerra
Bisogna aspettare fino al 1944 per la pubblicazione di una nuova opera, la sua prima raccolta di racconti in castigliano: Retablo (1944).
Verranno poi Mosaic (Dalmau, 1946), Vida Mòlta (Selecta, 1950), Jubileu (Selecta, 1951).
Dopo la sua morte, l'editoriale Selecta ha rieditato molte delle sue opere.

## Opere principali
La produzione letteraria di Víctor Català si può dividere in tre periodi:
- Modernismo
  - "El cant dels mesos" (1901), raccolta di poesie
  - "Llibre Blanc-Policromi-Tríptic" (1905), raccolta di poesie
  - "Quatre monòlegs" (1901), raccolta di monologhi
  - "Drames rurals" (1902), raccolta di racconti
  - "Ombrívoles" (1904), raccolta di racconti
  - "Caires Vius" (1907), raccolta di racconti
  - "Solitud" (1905), romanzo. "Solitudine" (Carabba, 1918); "Solitudine" (Elliot, 2015)
- Seconda tappa, dal 1907 alla guerra civile spagnola
  - "La Mare-Balena" (1920), raccolta di racconti
  - "Un film (3.000 metres), (1926), romanzo
  - "Marines" (1928), antologia
  - "Contrallums" (1930), raccolta di racconti
- Dopoguerra
  - "Retablo" (1944), raccolta di racconti in castigliano
  - "Mosaic" (1946), prosa
  - "Vida mòlta" (1950), raccolta di racconti
  - "Jubileu" (1951), raccolta di racconti
  - "Obres Completes" (1951).
- Opere postume
  - Quincalla. Mil adagis per aprendre vocabulari (2005). A cura di Lluís Albert e Joaquim Armengol (Bcn: Edicions 62).